# Noel Holler
Noel Holler (* 9. September 1997) ist ein deutscher DJ und Musikproduzent aus Gütersloh. Er spielt regelmäßig auf großen EDM-Festivals wie New Horizons, Ruhr in Love und Electrisize. Als Produzent arbeitete er mit Fedde Le Grand und Leony zusammen und steht bei Universal unter Vertrag.

## Werdegang
Holler begann als DJ in lokalen Clubs und spielte auf mehreren Holi Veranstaltungen. 2017 hatte er mit Ruhr in Love seinen ersten großen Festivalauftritt, wo er seitdem auch jährlich spielte. In den nächsten beiden Jahren folgten weitere deutschlandweite Shows auf Festivals wie New Horizons, Electrisize und Ferdinands Feld. Außerdem legte er in renommierten Clubs wie dem Bootshaus in Köln, neben Künstlern wie Danny Avila und Dr Phunk, auf. 2019 veröffentlichte Holler seine ersten Produktionen auf Underground Labels oder als Free Release, darunter einen Edit zu Old Town Road. Dieser war Bestandteil der Radiosendungen von Moestwanted und Mark Bale auf Energy Bremen und DasDing.
Seit 2020 steht er bei Universal unter Vertrag. Seine Debütsingle unter diesem Label namens Every Morning entstand in Zusammenarbeit mit dem Produzenten Vize sowie der Sängerin Leony und weist 3 Mio. Aufrufe auf Spotify auf. Das Musikmagazin DJMag Germany hob bei seiner Einordnung des Liedes die „entspannten, euphorischen, sommerlichen Vibes“ hervor. Dazu erhielt Every Morning Remixe von Bougenvilla und LANNÉ. Bei der zweiten Veröffentlichung Powerless handelt es sich um ein Cover des gleichnamigen Erfolgssongs von Nelly Furtado und ist stilistisch dem Slap-House zuzuordnen.
Während der Corona-Pandemie stand Noel Holler in Line-Ups von Events wie Freshtival und dem Electro-Jungle-Festival mit Blasterjaxx. 2021 erschien mit Tokyo Lights seine dritte Single auf Universal, welche zusammen mit Fedde Le Grand entstand. Die Kollaboration wurde von beiden gemeinsam im Rahmen des Electric Love Festivals uraufgeführt und von Fedde Le Grand in seiner Radio Show präsentiert. Sebastian Wernke-Schmiesing vom Fachmagazin Dance-Charts bewertete die Slap-House-Nummer als „starke Produktion, die absolut am Puls der Zeit liegt“.

## Diskografie
- 2019: Push My Button (mit JustLuke) [Darklight]
- 2019: Powerless (mit Pajane)
- 2020: Moonlight Shadow
- 2020: Every Morning (mit Leony) [Universal]
- 2020: Powerless (mit Jona Selle) [Universal]
- 2021: Tokyo Lights (mit Fedde Le Grand) [Universal]
- 2021: Raining On Me mit Faulhaber [Spinnin]